# Lill-Gösken
Lill-Gösken är en sjö i Hofors kommun i Gästrikland och ingår i Gavleåns huvudavrinningsområde. Sjön är 2,5 meter djup, har en yta på 0,428 kvadratkilometer och är belägen 109,1 meter över havet. Sjön avvattnas av vattendraget Gavelhytteån.

## Delavrinningsområde
Lill-Gösken ingår i det delavrinningsområde (671238-152857) som SMHI kallar för Utloppet av Lill-Gösken. Medelhöjden är 145 meter över havet och ytan är 4,77 kvadratkilometer. Räknas de 55 avrinningsområdena uppströms in blir den ackumulerade arean 242,61 kvadratkilometer. Gavelhytteån som avvattnar avrinningsområdet har biflödesordning 2, vilket innebär att vattnet flödar genom totalt 2 vattendrag innan det når havet efter 75 kilometer. Avrinningsområdet består mestadels av skog (80 procent). Avrinningsområdet har 0,43 kvadratkilometer vattenytor vilket ger det en sjöprocent på 9 procent. Bebyggelsen i området täcker en yta av 0,33 kvadratkilometer eller 7 procent av avrinningsområdet.